# 大规模枪击事件
大规模枪击事件（英語：Mass shooting），又稱群體槍擊案，是一个涉及多名受害者的槍械暴力事件。美国国会研究服务局承认，目前没有一个被广泛接受的定义，并定义一个“公众大规模枪击事件”。根据联邦调查局的定义，大屠杀必须包含四人或四人以上有选择性的屠杀事件（不包含凶手在内）。大规模枪击事件的另一个非官方的定义是涉及10人以上的枪击事件（不一定导致死亡），没有间断期。相关术语包括校园枪击案和屠杀。缺乏统一的定义会让媒体引导向一个危言耸听的局面，有一些报道将罪行类别混为一谈。
一个大规模枪击事件可以通过公共或非公共场所的个人或组织实施。近年来恐怖组织已经使用大规模射杀的手段来满足自己的政治目的。个人犯罪可能会涉及到各种方面的类别，包括家庭杀手，同事杀手，同学的和随机的陌生人杀手。个人行凶的动机各不相同。
应对大规模射杀应采取多种手段，也要看具体情况：如伤亡人数，国家和政治趋势等因素的影响。一些国家如澳大利亚和英国已经在大规模枪击事件发生后修改了他们的枪支法。